# Bloukrans

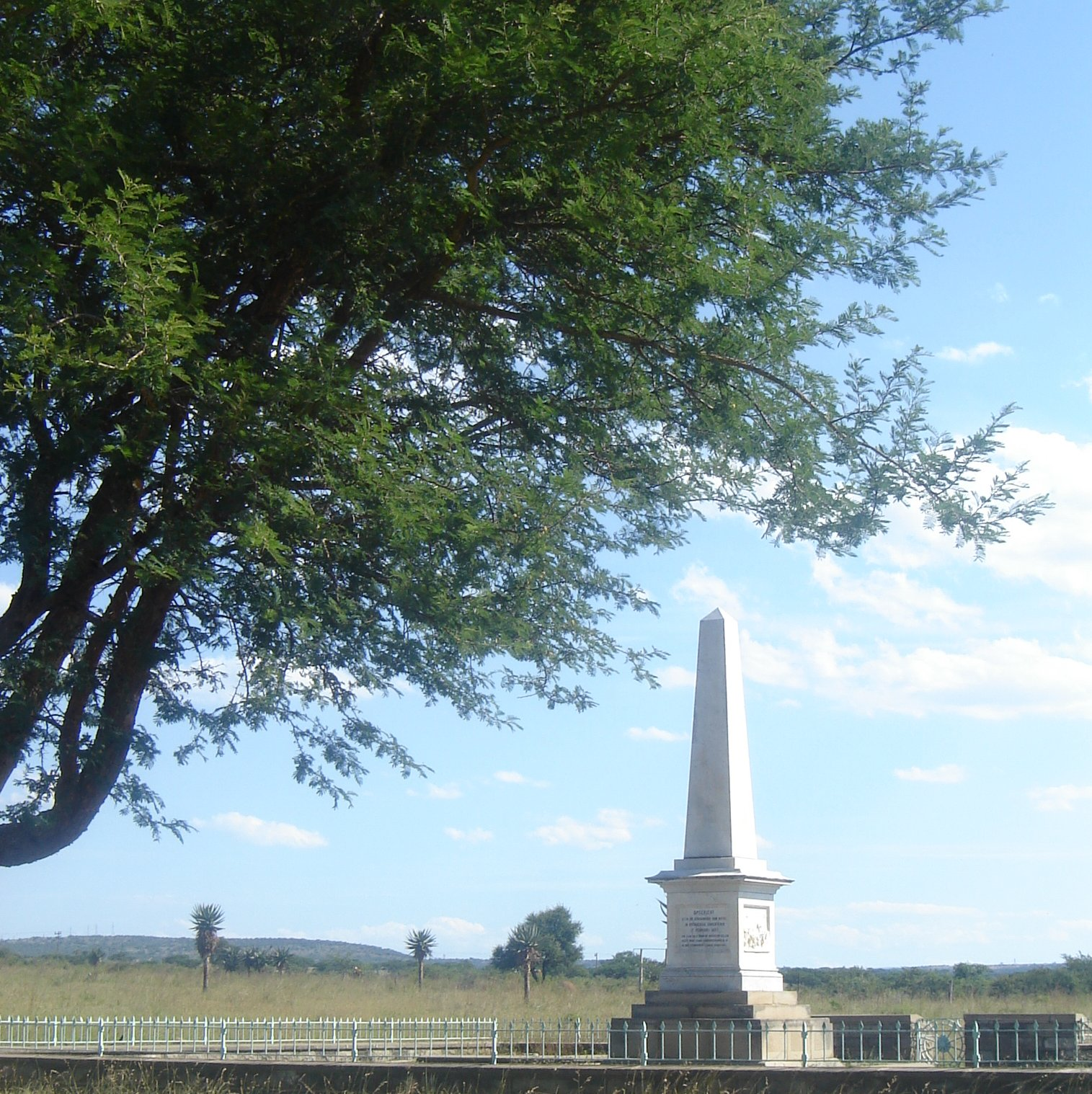
Monument ter nagedachtenis aan het bloedbad

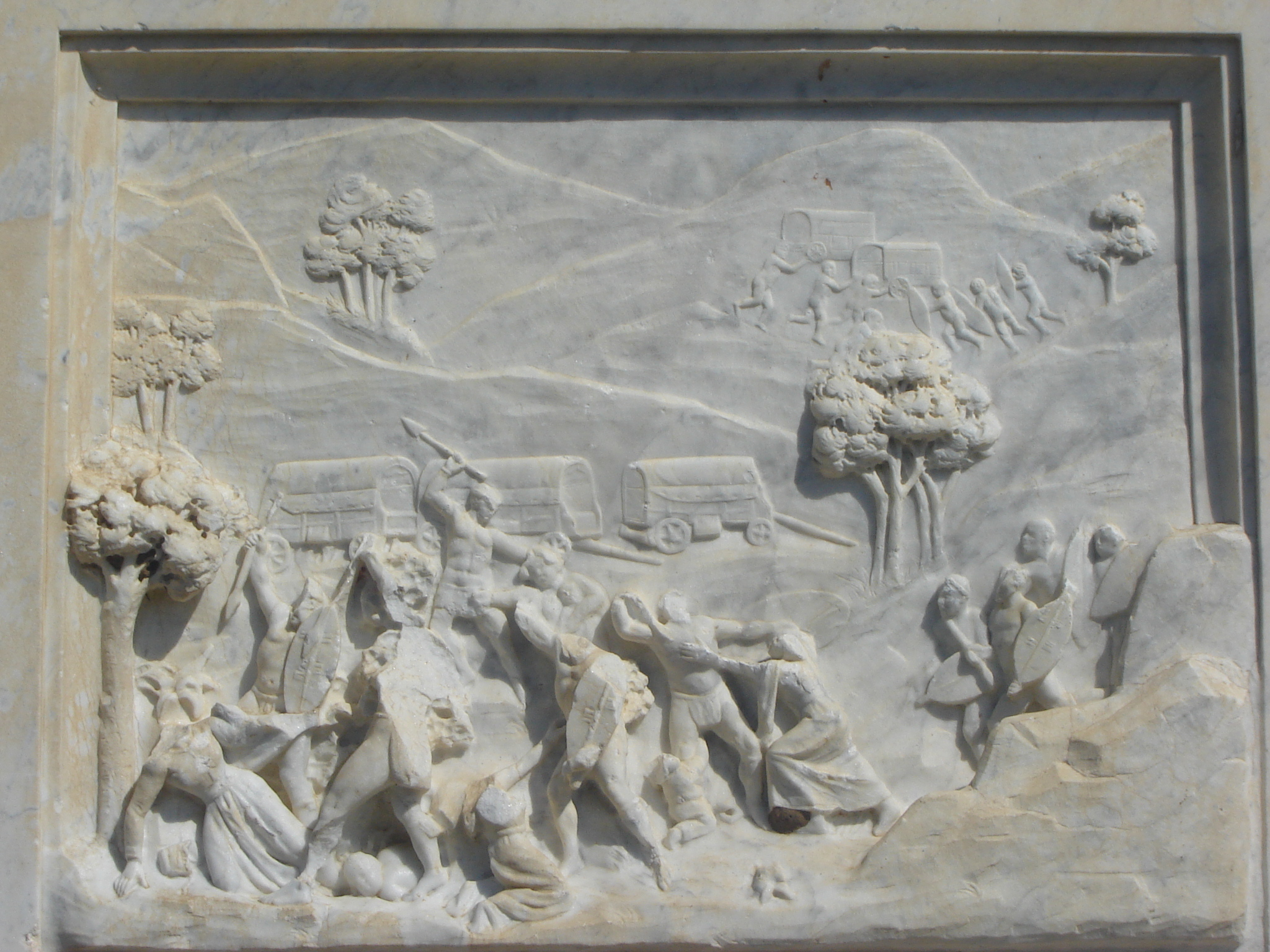
Gevandaliseerde gedenkplaat op het monument die de gebeurtenissen van 17 februari 1838 weergeeft

Bloukrans of Blaauwekrans (Zoeloe: Msuluzi) is een heuvel in KwaZoeloe-Natal, Zuid-Afrika, vooral bekend om het bloedbad dat  op 17 februari 1838 plaatsvond. Bloukrans vertaalt naar blauwe klif.
Bij deze Bloukransmoorde (ook bekend als het Bloedbad van Weenen) werden 41 mannen, 57 vrouwen en 97 kinderen van de Voortrekkers gedood door Zoeloes. Onder meereizende Khoikhoi en Basotho vielen zo'n 250 doden.
Na de moord op Piet Retief stuurde Zoeloekoning Dingane zijn impi's op de Voortrekkers af om met de rest van de migranten af te rekenen. Datzelfde jaar werden de Zoeloes echter beslissend verslagen bij de Slag bij Bloedrivier.

## Bezienswaardigheden
- Een monument ter nagedachtenis aan het bloedbad staat bij Bloukrans.
- De plaats Weenen, vernoemd naar de treurnis (wenen) over het bloedbad, ligt bij Bloukrans.
- Leider van de Voortrekkers Gerrit Maritz is herbegraven bij Bloukrans.